# Nicole Heesters
Nicole Heesters (14 de febrero de 1937, Potsdam, Alemania) es una actriz de teatro y cine alemana.

## Biografía
Hija de Johannes Heesters y su primera esposa, la actriz flamenca y cantante de opereta Louisa Ghijs, creció en Austria. Se inició en teatro adolescente a principios de la década de 1950, papeles menores en películas alemanas. En 1953 debutó en cine, y en 1954 en el Volkstheater de Viena en el papel principal de Gigi. Luego fue parte del ensemble del Düsseldorfer Schauspielhaus.
Heesters completó su educación en el Seminario Max Reinhardt en Viena. En el teatro trabajó con directores como Peter Stein, Boy Gobert y Andrea Breth. Trabajando en el Schauspielhaus Graz, en Düsseldorf, en el Thalia Theater Hamburg, en el Schauspielhaus Bochum, el Staatliche Schauspielbühnen Berlin, en el Theater in der Josefstadt y muchos otros. Desde 1973 es miembro de la Academia Libre de las Artes de Hamburgo.
Heesters también se hizo famosa en sofisticadas producciones de audiolibros, como las obras de Friedrich Schiller. Desde 2008 es miembro del consejo de administración del Premio Alemán del Audiolibro.
Nicole Heesters estuvo casada con el escenógrafo Pit Fischer hasta su muerte y vive en Hamburgo. Su hija Saskia Fischer también es actriz y su hermana mayor, Wiesje Herold-Heesters, es pianista en Viena.
Por sus destacadas representaciones teatrales fue honrada en Berlín con el telón de oro. En 1976, los miembros de Hamburger Volksbühne le otorgaron la máscara de plata honoraria. En 2000, fue portadora de Curt-Goetz-Ring durante cinco años. En 2006 recibió el Premio Rolf Mares por su actuación en Vita y Virginia en el Hamburger Kammerspiele.
En 2014 recibió el Premio Nestroy Theatre en la categoría de Mejor Actriz por su interpretación de Vera en retiro en el Theater in der Josefstadt.
En reconocimiento a sus logros sobresalientes, Nicole Heesters recibió la Louise Dumont en el Düsseldorfer Schauspielhaus el 22 de febrero de 2015.

## Filmografía
- 1953: Ich und meine Frau – Eduard von Borsody
- 1954: Dieses Lied bleibt bei dir
- 1955: Ihr erstes Rendezvous – Axel von Ambesser
- 1955: Drei Männer im Schnee – Kurt Hoffmann
- 1956: Liebe, die den Kopf verliert – Thomas Engel
- 1956: Der Glockengießer von Tirol – Richard Häussler
- 1966: Der gute Mensch von Sezuan – Fritz Umgelter
- 1972: Alexander Zwo
- 1972: Geliebter Mörder
- 1974: Die unfreiwilligen Reisen des Moritz August Benjowski
- 1976: Der Winter, der ein Sommer war
- 1978–1980: Tatort (Oberkommissarin Marianne Buchmüller)
- 1978: Der Mann auf dem Hochsitz (Folge 84)
- 1978: Rechnung mit einer Unbekannten
- 1979: Mitternacht, oder kurz danach
- 1980: Der gelbe Unterrock
- 1981: Nach Mitternacht – Wolf Gremm
- 1982: Kamikaze 1989 – Wolf Gremm
- 1983: Heinrich Penthesilea von Kleist – Hans Neuenfels
- 1984: Bali – Regie: István Szabó
- 1989: Pension Sonnenschein – Regie: Filip Bajon
- 1989: Das Milliardenspiel – Regie: Peter Keglevic
- 1992: Tatort: Der Mörder und der Prinz
- 1992: Meine Tochter gehört mir – Regie: Vivian Naefe
- 1994: Ausgerechnet Zoé – Regie: Markus Imboden
- 1995: Ach du Fröhliche
- 1996: Solange es die Liebe gibt
- 1997: Lamorte
- 1998: Meschugge – Regie: Dani Levy
- 1999: Klemperer – Ein Leben in Deutschland
- 2000: Frauen lügen besser – Regie: Vivian Naefe
- 2000: Für die Liebe ist es nie zu spät – Regie: René Heisig
- 2000: Deutschlandspiel – Regie: Hans-Christoph Blumenberg
- 2000: Gefährliche Träume – Das Geheimnis einer Frau
- 2002: Der letzte Zeuge – Die Kugel im Lauf der Dinge
- 2002: Donna Leon – Nobiltà
- 2003: Tatort: Veras Waffen
- 2003: Treibjagd – Regie: Ulrich Stark
- 2004: Bella Block: Das Gegenteil von Liebe – Regie: Dagmar Hirtz
- 2007: Zeit zu leben – Regie: Matti Geschonneck
- 2007: Sehnsucht nach Rimini – Regie: Dietmar Klein
- 2007: Copacabana – Regie: Xaver Schwarzenberger
- 2009: Fünf Tage Vollmond – Regie: Matthias Steurer
- 2009: Die Seele eines Mörders – Regie: Peter Keglevic
- 2010: Einsatz in Hamburg – Rot wie der Tod
- 2010: Großstadtrevier – Muttertag
- 2011: SOKO Wien – Todesengel
- 2011: Ein Sommer in Paris – Regie: Jorgo Papavassiliou
- 2012: Die Holzbaronin – Regie: Marcus O. Rosenmüller
- 2014: Großstadtrevier – Ein Schlag ins Gesicht
- 2015: Tiefe Wunden – Ein Taunuskrimi
- 2016: Lou Andreas-Salomé
- 2016: Apropos Glück
- 2016: Club der roten Bänder